# Småörn
Småörn (Hieraaetus morphnoides) är en fågel i familjen hökar inom ordningen hökfåglar.

## Utseende
Småörnen är som namnet avslöjar en liten örn, med satt kropp. Den förekommer i både en ljus och mörk färgmorf. I flykten syns diagnostiska svarta vingspetsar och att stjärten är bandad. Den förväxlas lätt med visselgladan, men småörnen har kortare stjärt och mörk vingframkant. Den kan resa fjädrarna på huvudets baksida för att forma en tofs.

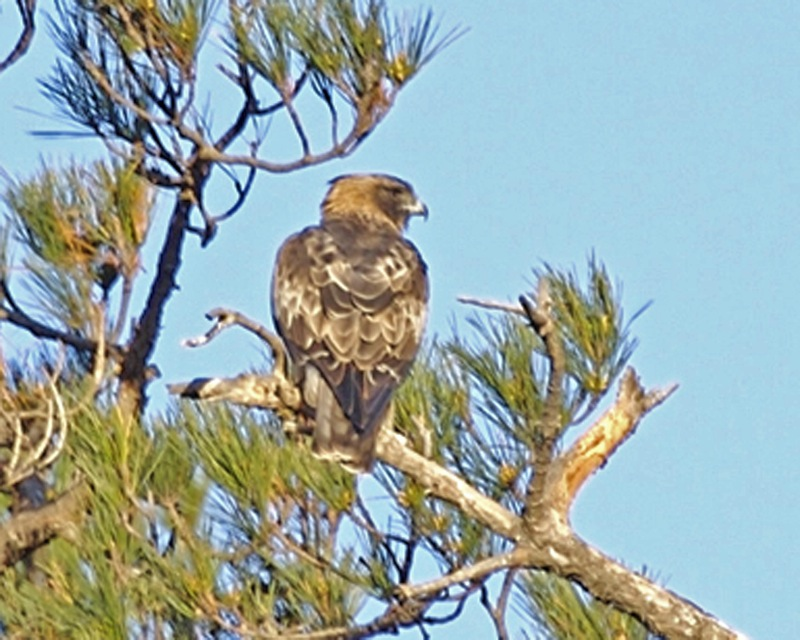

Närbesläktade pygméörnen på Nya Guinea, som tidigare behandlades som underart, är mycket lik, mmen är ännu mindre med mer streckning på bröstet men mindre på hjässan. Den har sju istället för sex band på stjärten och dessutom mörkare och bredare. Vidare är ovansidan mörkare inklusive vingpennorna. Småörnen har också tydligare ljust streck bakom ögat samt en mer avgränsad mörkare hjässa. 

## Utbredning och systematik
Fågeln återfinns i öppna skogsmarker och savanner i Australien. Tidigare betraktades Hieraaetus weiskei på Nya Guinea som en underart till småörn, som då kallades pygméörn. Numera betraktas weiskei som en fullgod art. Det svenska trivialnamnet pygméörn har förts över till denna.

## Status och hot
Arten har ett stort utbredningsområde och det finns inga tecken på vare sig några substantiella hot eller att populationen minskar. Utifrån dessa kriterier kategoriserar IUCN arten som livskraftig (LC). Världspopulationen uppskattas till mellan 10 000 och 100 000 vuxna individer.